# Орден Суворова (Російська Федерація)
Це стаття про державну нагороду Російської Федерації. Про орден СРСР див.: Орден Суворова.
Орден Суворова (рос. орден Суворова) — державна нагорода Російської Федерації.

## Історія нагороди
- Указом Президії Верховної Ради Російської Федерації № 2424-I від 2 березня 1992 року «Про державні нагороди Російської Федерації»[1] радянські ордени Суворова, Ушакова, Кутузова, Нахімова та Олександра Невського були збережені у системі нагород Російської Федерації до прийняття Закону про державні нагороди. Указ був затверджений 20 березня 1992 року Постановою Верховної Ради Російської Федерації № 2557-I.[2] Проте, ці ордени як державні нагороди Російської Федерації не мали статутів й офіційного опису до 2010 року.
- Указом Президента Російської Федерації від 7 вересня 2010 року № 1099 «Про заходи щодо вдосконалення державної нагородної системи Російської Федерації»[3] затверджені нині діючі статут та опис ордену.
- 14 листопада 2013 року вперше орденом було нагороджено Рязанське вище повітряно-десантне командне училище імені генерала В. П. Маргелова.[4]
- 18 серпня 2014 нагороджена 76-а гвардійська десантно-штурмова Чернігівська Червонопрапорна дивізія.[5]

## Статут ордена
1. Орденом Суворова нагороджуються командувачі об'єднаннями, їх заступники, начальники оперативних управлінь, оперативних відділів, начальники родів військ і спеціальних військ Збройних Сил Російської Федерації: за вмілу організацію операцій і керівництво угрупованнями військ (сил), об'єднаннями та військовими частинами, що дозволили, незважаючи на запеклий опір противника, його чисельну перевагу, покращене технічне оснащення і вигідніше розташування на театрі військових дій (операційному напрямку), досягти цілей операцій, утримати найважливіші райони своєї території (території союзних держав), створити умови для захоплення ініціативи та ведення подальших операцій з наступальними цілями;
за вмілу організацію і керівництво формуваннями Збройних Сил Російської Федерації при проведенні заходів стратегічного стримування силового характеру, що забезпечили недопущення (деескалацію) агресії (збройного конфлікту) проти Російської Федерації та (або) її союзників.
2. Орденом Суворова можуть бути нагороджені з'єднання, що брали участь у проведенні операцій на суші і в повітрі, в ході яких, незважаючи на чисельну перевагу противника, були досягнуті цілі операцій з повним збереженням боєздатності військових частин.
3. Орденом Суворова можуть бути нагороджені іноземні громадяни — військовослужбовці військ союзників з числа вищого офіцерського складу, які брали участь нарівні з військовослужбовцями Російської Федерації в організації та проведенні успішної операції коаліційних угруповань військ (сил).
4. Нагородження орденом Суворова може бути проведено посмертно.
5. Знак ордена Суворова носиться на лівій стороні грудей і за наявності інших орденів Російської Федерації розташовується після знака ордена Олександра Невського.
6. Для особливих випадків і можливого повсякденного носіння передбачено носіння мініатюрної копії знака ордена Суворова, яка розташовується після мініатюрної копії знака ордена Олександра Невського.
7. При носінні на форменому одязі стрічки ордена Суворова на планці вона розташовується після стрічки ордена Олександра Невського.

## Опис ордена
- Знак ордена Суворова — позолочений чотирикінцевий прямий хрест з кінцями, що розширюються. Між кінцями хреста — срібні штрали.
- У центрі хреста — срібний медальйон з опуклою облямівкою. У полі медальйона — позолочений погрудний портрет О. В. Суворова в профіль, звернений вліво, що спирається в нижній частині медальйона на перехрещені лаврову і дубову гілки, перевиті стрічкою.
- По колу медальйона, у верхній частині, — напис прямими рельєфними літерами, покритими червоною емаллю: «АЛЕКСАНДР СУВОРОВ».
- Відстань між протилежними кінцями хреста — 40 мм, між протилежними штралами — 35 мм. На зворотному боці знака — номер знака ордена.
- Знак ордена за допомогою вушка і кільця з'єднується з п'ятикутною колодкою, обтягнутою шовковою, муаровою стрічкою.
- Стрічка зеленого кольору шириною 24 мм. У центрі стрічки — помаранчева смуга шириною 5 мм.
- Мініатюрна копія знака ордена Суворова носиться на колодці. Відстань між кінцями хреста — 15,4 мм, висота колодки від вершини нижнього кута до середини верхньої сторони — 19,2 мм, довжина верхньої сторони — 10 мм, довжина кожної з бічних сторін — 16 мм, довжина кожної із сторін, що утворюють нижній кут , — 10 мм.
- При носінні на форменому одязі стрічки ордена Суворова використовується планка висотою 8 мм, ширина стрічки — 24 мм.